# Haouanet
Les haouanet (en arabe : حَوَانِيت ḥawānīt), pluriel du mot "hanout" (حانوت ḥanut), sont des chambres sépulcrales antiques creusées dans la roche. Il ne doit pas être confondu avec son sens de « boutique » ou « magasin » en arabe maghrébin. De forme à peu près cubique, de 1,25 à 2,50 mètres de côté, avec une entrée de dimension presque constante de 1,80 mètre sur soixante centimètres, elles sont présentes essentiellement en Tunisie ainsi que dans les régions orientales de l'Algérie.
Ces sépultures à une ou plusieurs chambres funéraires possédaient parfois des aménagements intérieurs (banquette ou fosse). Vraisemblablement d'origine numide, les haouanet furent utilisés jusqu'à l'époque de la présence romaine en Afrique du Nord.
En Tunisie, on les retrouve dans plusieurs régions dont les plus importantes sont Sidi Mohamed Latrech et Djebel El Mangoub dans les environs de Bir Bouregba, El Harouri dans les environs de Kélibia, Chaouach près de Medjezel-Bab et l'ile el Ouestania au large de Monastir.

## Étymologie
L'origine du mot viendrait de l'hébreu ḥānūṯ, de l'araméen חָנוּתָא et du syriaque ܚܳܢܽܘܬܴܐ ḥānūṯā. En hébreu biblique le mot sous ses formes חֲנוּת (khanút) חָנוּת (ḥānūṯ) a le sens de cellule, chambre voûtée. En arabe maghrébin et en hébreu moderne ce terme a le sens de magasin,  boutique, épicerie.

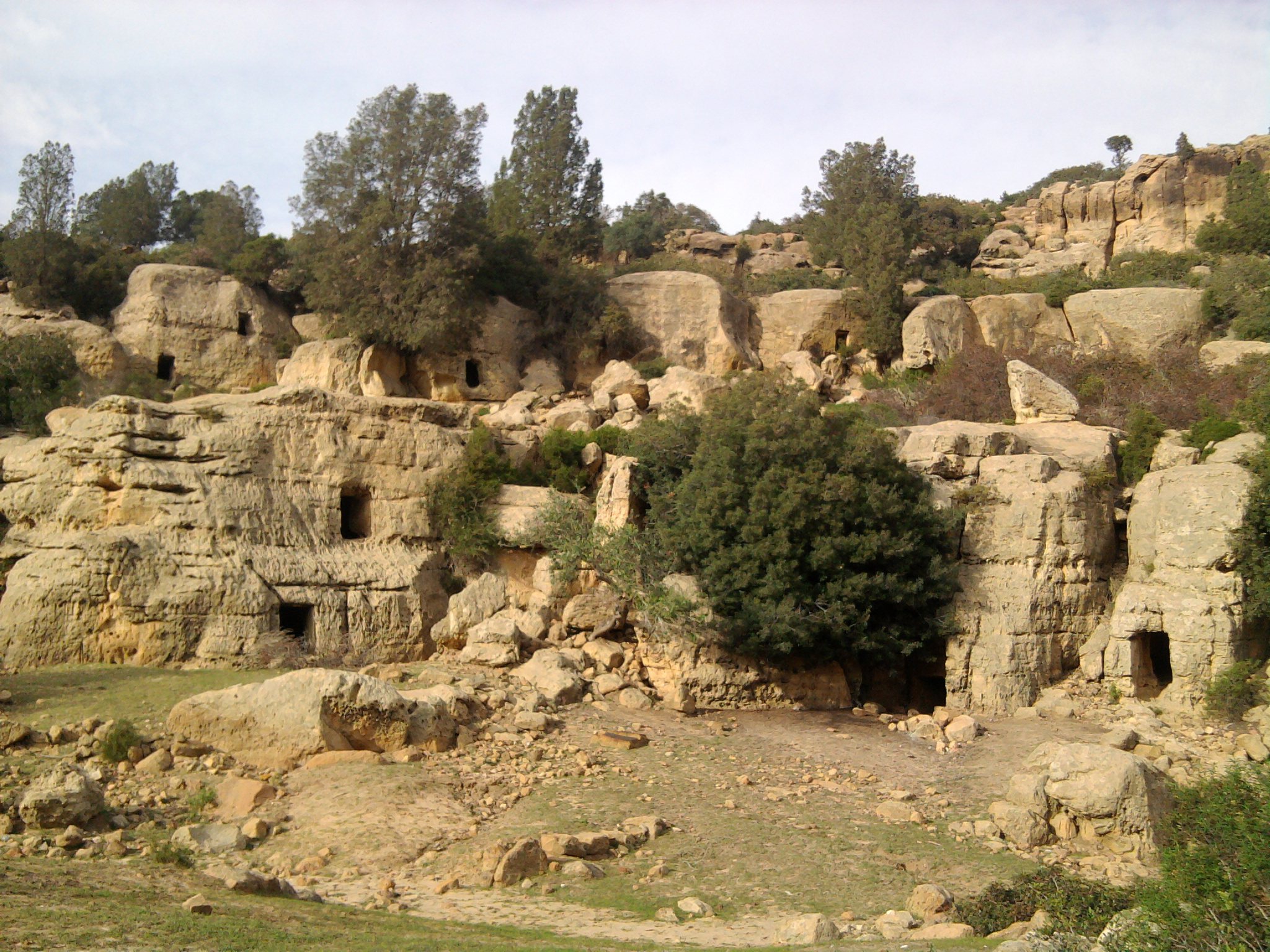
Haouanets de Sidi Ahmed Latrech Tunisie
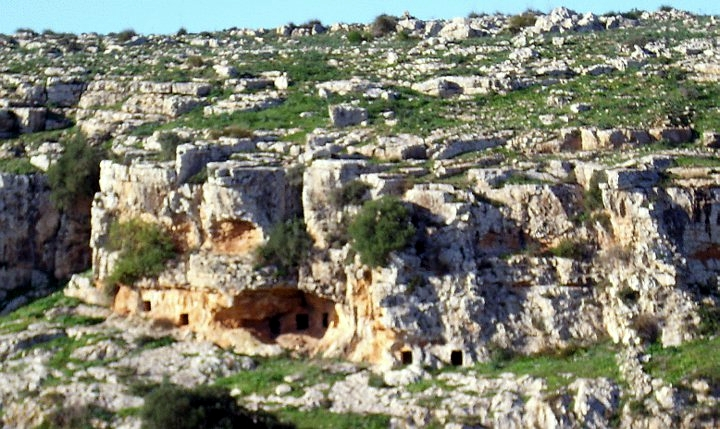
Haouanets de Chaouach, Tunisie
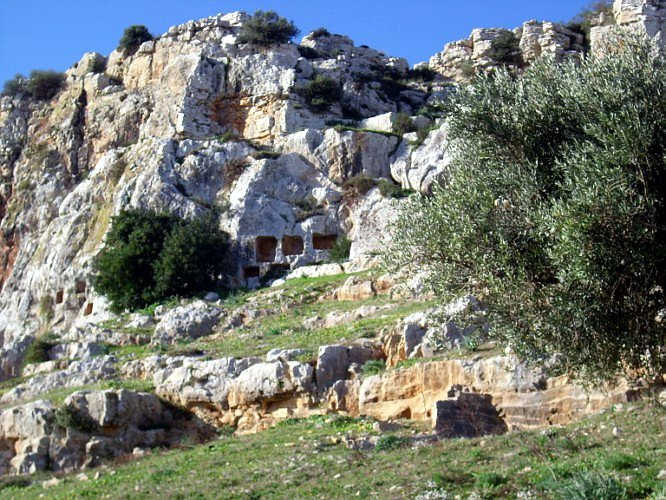
Haouanets de Chaouach, Tunisie
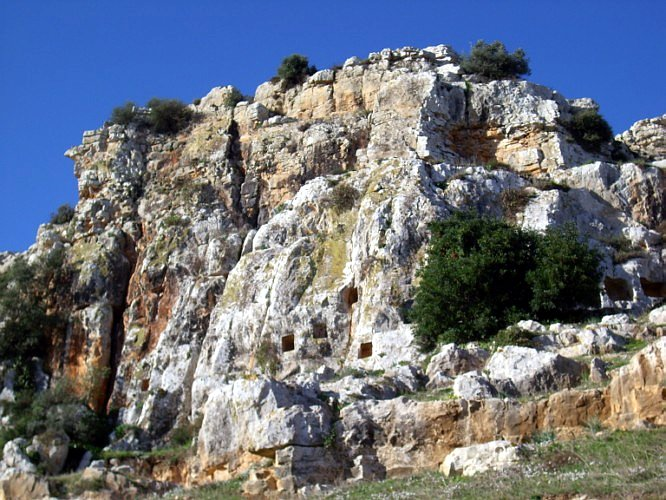
Haouanets de Chaouach, Tunisie
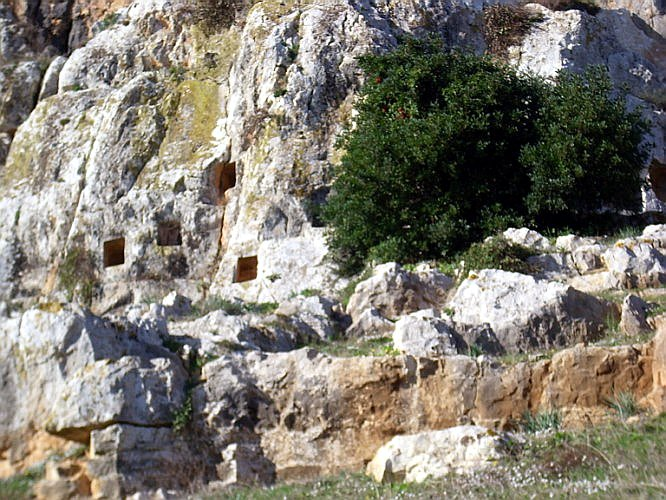
Haouanets de Chaouach, Tunisie
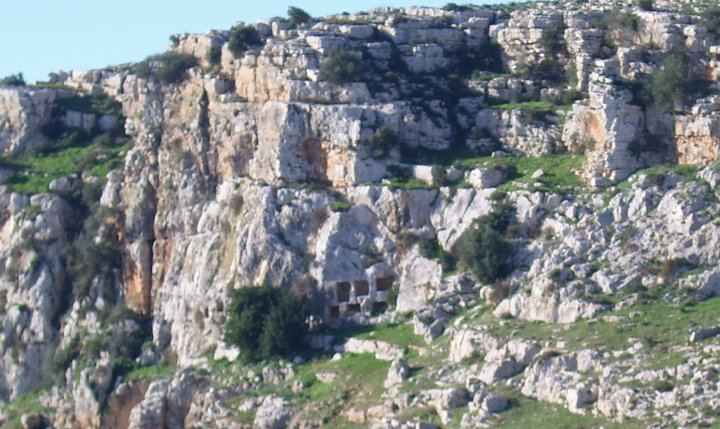
Haouanets de Chaouach, Tunisie
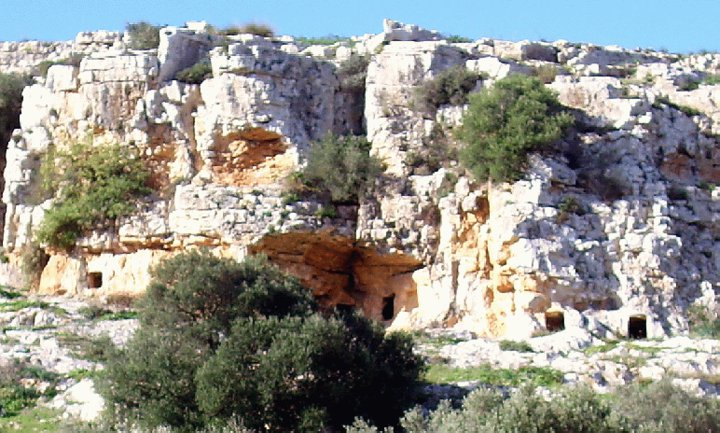
Haouanets de Chaouach, Tunisie
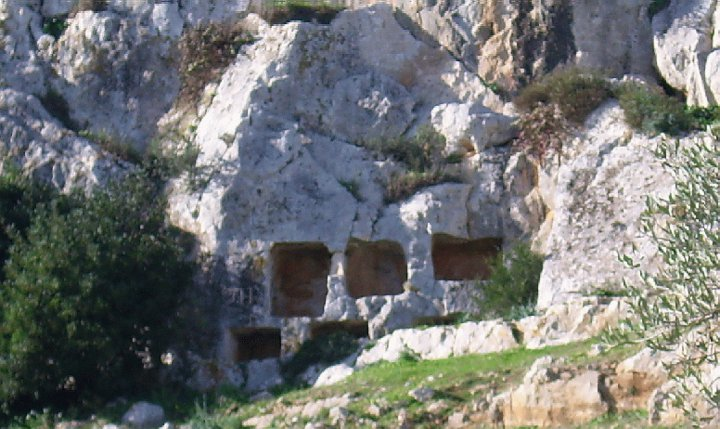
Haouanets de Chaouach, Tunisie
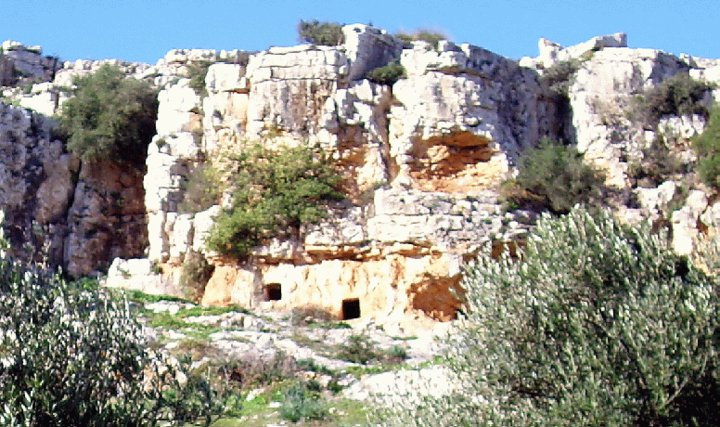
Haouanets de Chaouach, Tunisie